# San Giorgio Canavese
San Giorgio Canavese (piemontesisch San Giòrs Canavèis) ist eine Gemeinde in der italienischen Metropolitanstadt Turin (TO), Region Piemont.

## Lage und Einwohner
San Giorgio Canavese liegt 36 Straßenkilometer nordöstlich von Turin. Das Gemeindegebiet umfasst eine Fläche von 20 km² und hat 2481 Einwohner (Stand 31. Dezember 2023). 
Die Nachbargemeinden sind Agliè, Cuceglio, Ozegna, Montalenghe, Orio Canavese, Barone Canavese, Ciconio, Lusigliè, San Giusto Canavese, Caluso, Feletto und Foglizzo.

## Geschichte

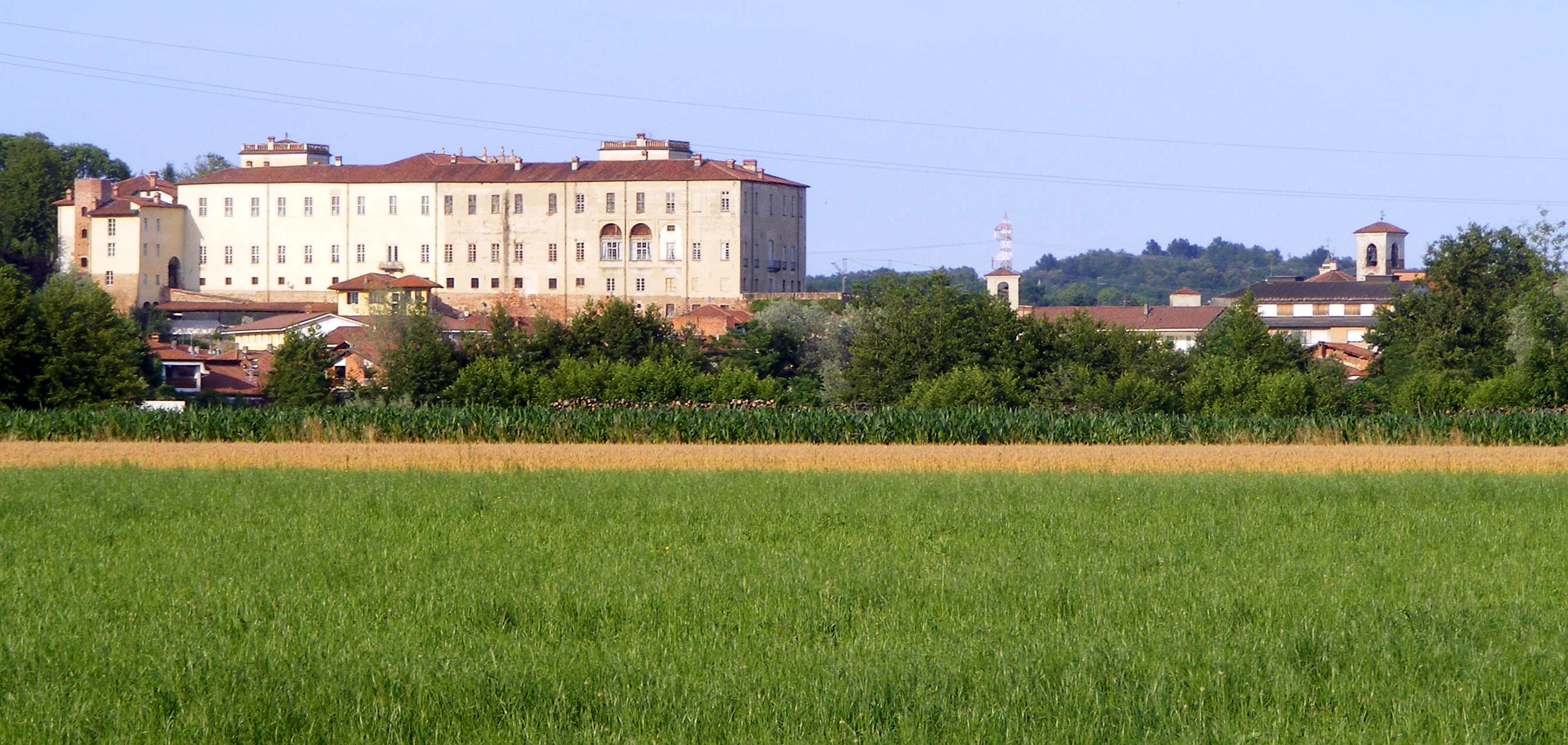
Panorama

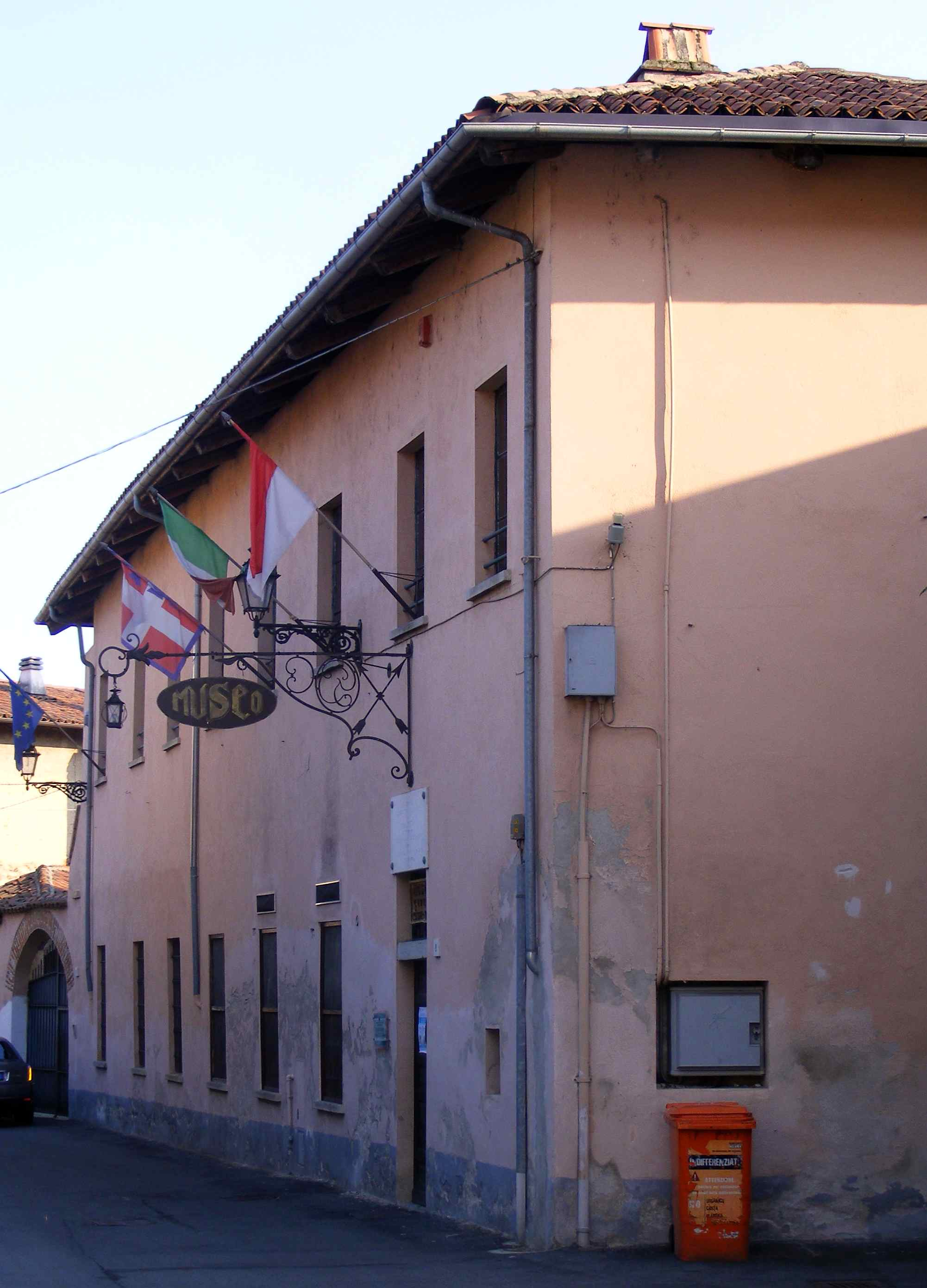
Museum und Geburtshaus von Carlo Botta

Die Entstehung des Dorfes ist mit den Ereignissen der frühmittelalterlichen Curtis Regia verbunden, die seit dem 9. Jahrhundert in alten subalpinen Karten erwähnt wird und sich heute im Weiler Cortereggio befindet. Im Jahr 882 schenkte Karl der Dicke der Kirche von Vercelli den königlichen Hof der Canavesen, zusammen mit den Ländereien der Dörfer, die zu ihrem Territorium gehörten. In den folgenden Jahrhunderten erfolgten weitere Schenkungsakte sowohl kaiserlicher als auch königlicher Natur, die wahrscheinlich eher nomineller als tatsächlicher Natur waren, sah den Ort an die Kirche von Ivrea und die Abtei von Fruttuaria übergehen.
Als Teil des königlichen Hofes diente die als San Giorgio bekannte Burg seit dem 10. Jahrhundert einer wichtigen Verteidigungsmaßnahme. In den frühen Jahren des 11. Jahrhunderts war dieselbe Burg nun zum Bezugspunkt für die Curtis und die vielen über das Gebiet verstreuten „Villen“ geworden.
In antiken Dokumenten wird diese befestigte Siedlung mit dem lateinischen Begriff castrum vicinitor bezeichnet, der den ursprünglichen Kern der „Villa“ von San Giorgio darstellt.
Gegen die Mitte des 12. Jahrhunderts gelangte das Lehen von San Giorgio mit seinen dazugehörigen Besitztümern in den dauerhaften Besitz der Grafen von Biandrate, die sich als Hauptakteure an den erbitterten Investiturkämpfen beteiligten und auch an den ersten beiden Kreuzzügen beteiligt waren.
Gegen Ende des 13. Jahrhunderts wurde das Geschlecht der Grafen von Biandrate und Canavese in die drei Zweige San Giorgio, Foglizzo und Lusigliè aufgeteilt; unter Beibehaltung eines einheitlichen Charakters, da alle Erben zur Bildung des Konsortiums von San Giorgio beitrugen. Während des 14. Jahrhunderts stützten sich die Biandrate selbst bei dem Versuch, ihre Herrschaft zu stärken, manchmal auf die Savoyer und nun auf die Monferratos, wobei sie das Dorf Sangiorgese in die Canavese-Kriege zwischen den Welfen- und Ghibellinenfraktionen verwickelten.
In der Zwischenzeit erleben wir die fortschreitende Bekräftigung der kommunalen Autonomie mit der Existenz eines befestigten Ortes, der direkt von den Männern des Dorfes kontrolliert wird, und der Formulierung eines ersten wichtigen Gesetzeswerks im Jahr 1343, das später herausgegeben wurde im Jahr 1422, direkte Abstammung der Familie Biandrate.
Ressentiments und Hass gegenüber den Feudalherren veranlassten die Einwohner von San Giorgio dazu, 1518 in die Burg einzudringen und sie zu plündern. Erst 1631, mit dem Frieden von Cherasco, kam San Giorgio endgültig unter die savoyische Regierung.

## Sehenswürdigkeit
Im Geburtshaus des Historikers Carlo Botta befindet sich ein Museum (Museum Nòssi Ràis). Es veranschaulicht das Leben sowie die landwirtschaftlichen und handwerklichen Aktivitäten der Vergangenheit in San Giorgio Canavese mit Arbeitsgeräten, Rekonstruktionen von Umgebungen und Kleidung der vergangenen Zeit.
Eine beeindruckende Sammlung von Dokumenten der materiellen Kultur, unter denen ein merkwürdiger „Hornglätter“ und zwei Originalbeispiele der phonostenografischen Maschine aus dem 19. Jahrhundert von Antonio Michela aus Sangiorgese hervorstechen.
Das Museum ist Mitglied des Projekts „AMI Museum Network“, das die Aufwertung und Förderung des Museumserbes zum Ziel hat.

## Gemeindepartnerschaft
- Italien Campello sul Clitunno

## Persönlichkeit
- Carlo Botta (*1766 † 1836), Historiker und Politiker